# Wolthusen

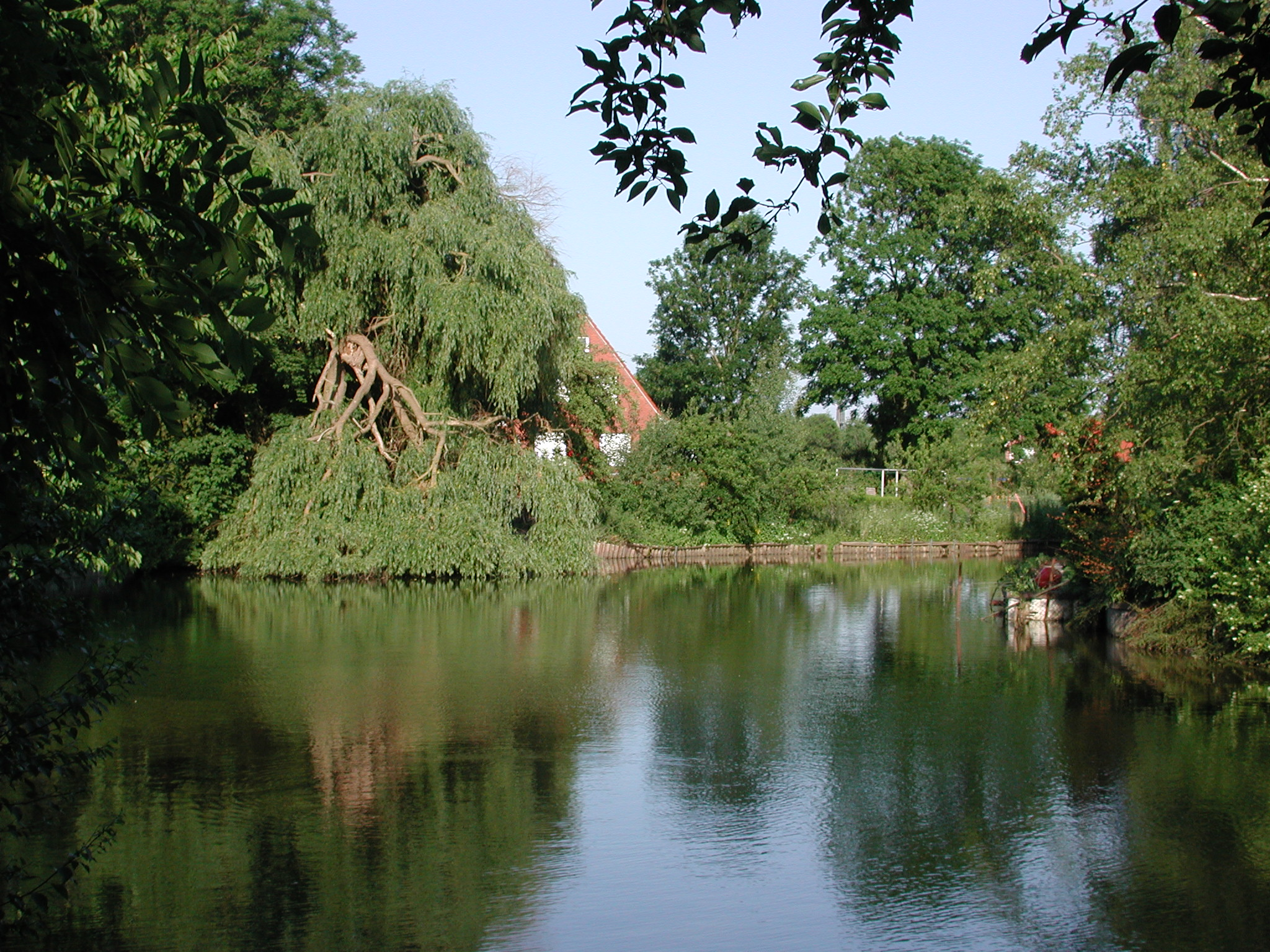
Wohngegend am Wolthuser Kolk

Wolthusen ist ein Stadtteil der Seehafenstadt Emden in Ostfriesland und wurde 1928 in die Stadt eingemeindet. Der Name des Ortes rührt von der Lage im niedrigen, sumpfigen Wiesenland (= Wold) her, zusammengesetzt mit -husen, also Häusern.
In dem Stadtteil, der sich zu einem guten Teil entlang des Ems-Jade-Kanals und anderer Kanäle (Borßumer Kanal, Treckfahrtstief) erstreckt, liegen einige der bevorzugtesten Wohnlagen Emdens. Wolthusen hat derzeit 4178 Einwohner (30. September 2012), die von der Statistikstelle der Stadt auf zwei Gebiete aufgeteilt werden: Wolthusen-Dorf und Wolthusen-Neubaugebiet, zu dem auch der Stadtteil Tholenswehr gezählt wird. Von den 4178 Einwohnern leben 1837 in Wolthusen-Dorf. Mit seinen 4178 Einwohnern ist Wolthusen der fünftgrößte Emder Stadtteil nach dem Stadtzentrum, Barenburg, Borssum und Port Arthur/Transvaal. 2,3 Prozent der Einwohner sind Ausländer, womit der städtische Durchschnitt von 5,1 Prozent deutlich unterschritten wird.

## Lage
Wolthusen liegt östlich der Emder Innenstadt. Es grenzt im Norden an den Nachbarstadtteil Tholenswehr, die Grenze bildet der nach diesem Stadtteil benannte Zentralfriedhof Emdens. Durch umfangreiche Neubaugebiete im Norden Wolthusens und östlich bis nordöstlich des Friedhofs hat die Bebauung jedoch inzwischen Tholenswehr erreicht, so dass die Übergänge fließend sind. Das Statistikamt der Stadt Emden zählt Tholenswehr zum Bereich Wolthusen/Neubaugebiet. Westlich von Wolthusen, jenseits des Emder Walls und des Emder Stadtgrabens, liegen die innenstädtischen Viertel Groß-Faldern und Bentinkshof. Im Süden grenzt Wolthusen an Herrentor. Im westlicheren Bereich bildet der Ems-Jade-Kanal die Grenze, im östlichen Bereich teils der Verbindungskanal, zum Teil befindet sich die Grenze jedoch auch in der Feldmark. Im Osten liegen Uphusen und die Feldmark von Marienwehr, Grenze ist hier die Bundesautobahn 31.
Die Wolthuser Gemarkung liegt vollständig in der Knickmarsch.

## Geschichte

### Ur- und Frühgeschichte
Beim Ausbaggern des Borssumer Vorflutkanals kamen 1984 Keramik-Fundstücke aus der römischen Kaiserzeit ans Tageslicht. Dabei handelte es sich um Rand- und Henkelstücke einer Vase oder eines ähnlichen Behältnisses. Sie sind teils granitgrus-gemagert, teils organisch gemagert.

### Mittelalter
Die erste urkundliche Erwähnung Wolthusens stammt aus dem Jahre 1437. Eine noch deutlich ältere Erwähnung der Ortsangabe „in Walthusen“ aus den Fuldaer Traditionen aus dem 8./9. Jahrhundert, die in einer Abschrift aus dem 12. Jahrhundert auftauchte, wurde von dem Historiker von Künzel-Blok-Verhoeff hingegen im Raum der heutigen Provinz Groningen verortet.
Für die Zeit der Ostfriesischen Häuptlinge ist Wiard von Uphusen belegt, der im zweiten Viertel des 15. Jahrhunderts wirkte, als sich nacheinander die tom Brok, die Ukenas und schließlich die Cirksenas um die Vorherrschaft in Ostfriesland stritten. Wiard war zu jener Zeit Häuptling von Uphusen und Wolthusen, weshalb später auch von einer Herrlichkeit Up- und Wolthusen gesprochen wurde. Er galt als treuer Anhänger der Cirksenas und als einer der mächtigsten und reichsten Edelleute Ostfrieslands, was auf seinen weit reichenden Besitz zurückzuführen war: Neben seinem Stammsitz Up- und Wolthusen war er auch Häuptling von Groß-Faldern und Klein-Faldern, Borssum, Jarßum und zeitweilig und anteilig auch von Oldersum. Sein Herrschaftsbereich umfasste insgesamt zwölf Kirchspiele. Wiards Tochter Occa erbte Up- und Wolthusen sowie Jarßum und heiratete Snelger Houwerda. Ihre Nachkommen blieben im Besitz der Herrlichkeit Up- und Wolthusen, bis diese an die Stadt Emden verkauft wurde.

### Frühe Neuzeit
Nach der Emder Revolution (1595) ging die Stadt Emden daran, ihr östliches Einzugs- und Zugangsgebiet durch den Erwerb von Herrlichkeiten zu sichern. Im 16. und auch im 17. Jahrhundert waren in mehreren dieser Adelsbesitzungen, deren Herren zumeist auf die mittelalterlichen Häuptlingsgeschlechter zurückgingen, einzelne Zweige oder ganze Familien ausgestorben. Auch waren die Herrlichkeiten oft verschuldet. Sie standen damit für den Erwerb offen, oft durch andere (ostfriesische oder auswärtige) Adlige. Die Emder Stadtväter befürchteten, dass sich die ostfriesischen Grafen der östlich von Emden gelegenen Herrlichkeiten bemächtigen und der Stadt dadurch die wichtigen östlichen Land- und Wasserwege sperren könnten. Daher kaufte die Stadt bei der ersten sich bietenden Gelegenheit 1597 die Herrlichkeiten Wolthusen und Uphusen der Familie des Snelger Howerda zum Preis von 62.750 Gulden, einigen Schmuckstücken sowie „einer Piepe des besten Cognacs“ ab.
In den Jahren 1629 bis 1631 erwarb die Stadt weitere umliegende Herrlichkeiten am rechten Ufer der unteren Ems. Aus dem Besitz der Familie Frese in Uttum und Hinte kamen die Herrlichkeiten Groß- und Klein-Borssum, später auch Jarßum und Widdelswehr hinzu, wofür Emden zusammen etwas mehr als 21.000 ostfriesische Gulden zahlte. 1631 schließlich erwarb Emden die flächengrößte seiner Herrlichkeiten, Oldersum, mitsamt den umliegenden Dörfern Gandersum, Rorichum, Tergast und Simonswolde. Dafür zahlte die Stadt rund 60.000 Reichstaler. Bis auf die Herrlichkeit Petkum beherrschte Emden damit das gesamte untere rechte Emsufer.
Die Erwerbungen, aus geografisch-strategischen Erwägungen vorgenommen, sollten nach dem Willen der Emder Stadtführung künftig auch einem weiteren Zweck dienen: Durch die Herrlichkeiten erhoffte sich Emden etwa ab 1636 Sitz und Stimme in der Ritterschaftskurie der Ostfriesischen Landschaft.

„Erst nachträglich hatten Althusius und andere gewitzte Juristen aus der Titulatur Bürgermeister und Rat der Stadt Emden, Herren und Häuptlinge zu Oldersum etc., die die städtischen Regenten zu Recht führen durften, diese Möglichkeit, das Gewicht der Stadt zu verstärken, abgeleitet. Trotz heftiger Auseinandersetzungen wurde Emden die Mitgliedschaft in der landständischen Ritterkurie allerdings nicht zugestanden, alle anderen aus dem Eigentum an den Herrlichkeiten sich ergebenden Herrschaftsrechte, deren Inanspruchnahme von dem persönlichen Adel nicht abhängig war, standen der Stadt selbstverständlich zu. In Up- und Wolthusen, in Borssum und Oldersum saßen daher vom Rat eingesetzte Verwaltungs- und Rechnungsbeamte sowie Richter, die im Namen der Stadt als lokale Obrigkeit fungierten. Alle Herrlichkeiten bildeten somit eigene Verwaltungsbezirke und waren kein integraler Bestandteil des eigentlichen Stadtgebietes.“

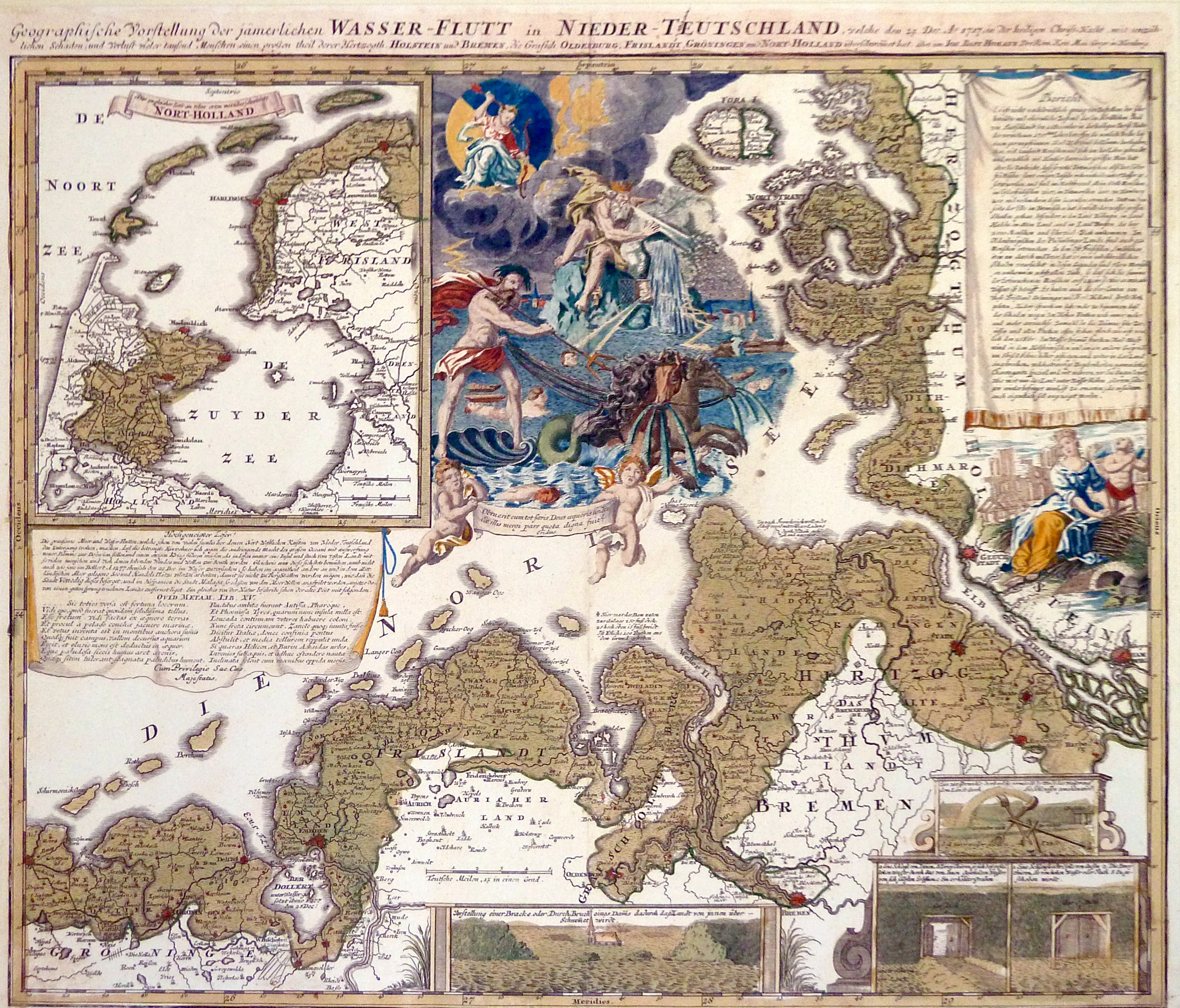
Kolorierte Kupferstichkarte von Homann, Nürnberg, um 1718 zur Weihnachtsflut 1717

Von der Weihnachtsflut 1717 war Wolthusen aufgrund seiner etwas binnenwärtigeren Lage östlich von Emden zwar deutlich weniger betroffen als die nördlichen Küstenabschnitte der ostfriesischen Halbinsel. Jedoch kamen auch in der Herrlichkeit nach einer zeitgenössischen Übersicht des Larrelter Prädikanten Jacobus Isebrandi Harkenroth fünf Menschen ums Leben. Acht Pferde und 52 Rinder ertranken. Zwei Häuser wurden völlig und ein weiteres teilweise zerstört.

### Preußische Zeit
Mit Ostfriesland kam die Herrlichkeit Up- und Wolthusen im Jahr 1744 zu Preußen. In den Jahren 1798 bis 1800 wurde zwischen Emden und Aurich der Treckschuitenfahrtskanal, später Treckfahrtstief genannt, angelegt. Er führte vom Emder Wall durch die Herrlichkeit Up- und Wolthusen: über (das heutige) Tholenswehr nach Marienwehr und dort scharf in südöstliche Richtung. Mit Schuten, die von Pferden getreidelt wurden, beförderte die Treckfahrtsgesellschaft Post, Stückgut und Passagiere, woher der Kanal seinen Namen erhalten hat. Federführend bei der Planung des Kanals war der aus Horsten stammende Wasserbauingenieur Tönjes Bley. Die Gesellschaft konnte sich nicht langfristig etablieren, da der Plan, den Kanal durch die gesamte ostfriesische Halbinsel zu führen, nicht zuletzt an Finanzierungsmängeln scheiterte. Erst in den Jahren 1880 bis 1888 wurde der Plan aus dem Beginn jenes Jahrhunderts umgesetzt, den Kanal weiter fortzuführen. Er wurde bis Wilhelmshaven verlängert und fortan Ems-Jade-Kanal genannt. Für die Treckfahrtsgesellschaft kam dies zu spät: Der Bau von Chausseen und Bahnlinien in Ostfriesland bedeutete in den 1860er Jahren das Aus für den regelmäßigen Schiffsverkehr nach Aurich.
Aus preußischen Statistiken der Jahre 1805/06 geht hervor, dass es in jenen Jahren in der Herrlichkeit 41 Bewohner ganzer Plätze, zehn Bewohner eines halben und eines Bewohners eines viertel Platzes, also kleinerer Höfe, gab. Hinzu kamen 74 Warfsleute, Kötter und Hausleute. In den Kirchen der Herrlichkeit waren fünf Prediger und sechs Küster tätig. Die Einwohnerzahl der Herrlichkeit betrug 1019. Zur Landwirtschaft kam ein diversifiziertes Gewerbeleben hinzu. So gab es im Handwerk 13 Müller, acht Schuster, jeweils sechs Zimmerleute, Bäcker und Schneider, fünf Leinenweber, jeweils Ziegelstreicher und Brauer sowie einen Branntweinbrenner. 13 Personen waren im Gastgewerbe tätig, wozu die Lage am Treckfahrtstief beigetragen hat. Für die medizinische Versorgung waren zwei Hebammen zuständig. 54 Personen verdienten zudem ihren Lebensunterhalt als Tagelöhner. In der Herrlichkeit befanden sich eine Ölmühle mit fünf und eine Schneidemühle mit zehn Beschäftigten, eine Branntweinbrennerei, Leinewebermanufakturen und eine Ziegelei mit zehn Beschäftigten. In der Landwirtschaft waren 1468 Stück Rindvieh zu verzeichnen (darunter 25 Ochsen und 315 Stück Jungvieh), 447 Schafe, 425 Schweine und 287 Pferde. Im Ackerbau konzentrierten sich die Landwirte auf Hafer und vor allem Raps, bauten in geringerem Umfang aber auch Weizen, Roggen, Gerste, Kartoffeln, Erbsen und Bohnen an.

### Hannoversche Zeit und Kaiserreich
Um 1820 hatten die Orte Wolthusen und Uphusen, die noch stets zusammen als Herrlichkeit firmierten, 728 Einwohner. 434 davon entfielen auf das stadtnäher gelegene Wolthusen. In Wolthusen war der Gartenbau stark verbreitet, besonders Kohlsorten wurden angebaut. Der frühere Häuptlingssitz, das Hooge Huus, war zu jener Zeit eine Gaststätte. Für jene Jahre sind zwei Ziegeleien und eine Mühle überliefert. Im späteren Tholenswehr hatte der Senator Tholen zudem zwei Ölmühlen und eine Schneidemühle errichten lassen. Wolthusen war Sitz einer der beiden Vogteien des Amtes Emden (neben Larrelt). Das Gebiet der Wolthuser Vogtei reichte von der Emder Stadtgrenze im Westen bis nach Rorichum und Simonswolde im Osten und von Marienwehr im Norden bis zur Ems im Süden, wobei auch die seinerzeitige Insel Nesserland noch dazuzählte. Untergliedert war die Amtsvogtei Wolthusen in die Untervogteien Oldersum für den östlichen und Jarßum für den westlichen Teil des genannten Gebietes. Die Ämterstruktur wurde zur Zeit des Kaiserreichs 1885 zugunsten der neu geschaffenen Landkreise aufgegeben, Wolthusen gehörte fortan zum Landkreis Emden.
1836 kam es in der Ziegelei Aasmann zu einem Brand. Die Ziegelei war im Besitz des Bäckermeisters Aasmann.
Zwischen 1880 und 1888 wurde der Ems-Jade-Kanal gebaut, der die Verbindung zwischen Emden und Wilhelmshaven sicherstellte und zugleich der Entwässerung des Inneren Ostfrieslands diente. Er bildet die südliche Grenze des Stadtteils Wolthusen. Um den Kanal mit den bereits bestehenden Kanälen (Stadtgraben vor dem Wall, Fehntjer Tief) zu verbinden, wurde die Kesselschleuse gebaut. Beim Bau wurden Teile des mäandrierenden Wolthuser Tiefs in den Kanal einbezogen, der heutige Wolthuser Kolk wurde aus dem Kanalkörper ausgedeicht.
Am Ende des 19. Jahrhunderts und zu Beginn des 20. Jahrhunderts sann man in Emden über den Bau einer Umgehungsbahn um die Stadt herum nach. Sie sollte etwa in Höhe der Kolonie Friesland abzweigen und nordöstlich um die Stadt herumführen, um schließlich wieder zur Ostfriesischen Küstenbahn etwa in Höhe des Stadtteils Harsweg zu gelangen. Dafür wurden bis dahin wenige Vorbauten errichtet. Dazu zählen die Brückenpfeiler für die Brücke, die den Ems-Jade-Kanal überqueren sollte. Sie sind noch heute auf dem Herrentor-Ufer und dem Wolthuser Ufer des Ems-Jade-Kanals (etwa in Höhe der Sportplätze) zu sehen.
In der Ziegelei von Hero, Peter und Dirk Weitz an der heutigen Ziegeleistraße kam es am 23. April 1911 zu einem Brand. Es entstand ein Schaden von 1600 Mark. Die vermutliche Brandursache war das Spielen von Kindern mit Streichhölzern.

### Weimarer Republik und Nationalsozialismus
Zwischen 1926 und 1929 wurde in Wolthusen westlich des Dorfkerns ein neuer Entwässerungskanal angelegt, der Borssumer Kanal oder Borssumer Schöpfwerkskanal. Er war notwendig geworden, weil nach der Eindeichung des Larrelter und Wybelsumer Polders (1912–23) und der bereits zuvor erfolgten Schließung des Larrelters Siels Kapazitäten für die Entwässerung fehlten. Dies war insbesondere in den sielfernen Gebieten rund um das Große Meer zu spüren, wo es bei starken Regenfällen regelmäßig zu Überschwemmungen kam. Aus diesem Grund wurde das Kurze Tief zwischen Marienwehr und dem Kleinen Meer ausgebaut und zwischen Tholenswehr und Herrentor jener neue Kanal angelegt. Er unterquert in einem Düker den Ems-Jade-Kanal zwischen Wolthusen und Herrentor. Anschließend nutzt der Kanal den bereits im Zusammenhang mit dem Bau des Ems-Jade-Kanals angelegten Vorflutkanal, der in Herrentor parallel zum Verbindungskanal zum Fehntjer Tief führt, das ebenfalls per Düker unterquert wird und weiter über die Borssumer Schleuse zum Borssumer Siel verläuft. Über den Verbindungskanal führt eine Fußgängerbrücke nach Herrentor, die in früheren Zeiten der Höhe der Masten für den Schiffsverkehr zwischen den Fehnen und Emden angepasst war.
Im Zuge des Bunkerbaus im Zweiten Weltkrieg entstand auch in Wolthusen ein Bunker. Der Bau, von der Emder Baufirma Hermann Borchard angelegt, wurde am 21. Juni 1942 fertiggestellt. Der sechsgeschossige Bunker (je drei Zwischengeschosse) verfügte über 902 Liege- und 118 Sitzplätze. Im Gegensatz zu den meisten anderen Bunkern verfügte er über einen ebenerdigen, barrierefreien Zugang und über einen weiteren, der über eine betonierte Treppe erreichbar war. Somit konnten die Einwohner schneller in den Bunker gelangen. Wie bei den anderen Bunkern im Emder Stadtgebiet wurden auch beim Bunker Wolthusen ausländische Fremd- und Zwangsarbeiter eingesetzt. Während des Zweiten Weltkriegs gab es in Wolthusen zwei Zwangsarbeiterlager: eines an der Wolthuser Straße und eines bei der Ziegelei. Dort wurden am 26. Januar 1944 fünf ukrainische Zwangsarbeiter gehenkt, nachdem man sie des Diebstahls von Lebensmitteln bezichtigt hatte.

### Nachkriegszeit
Der Stadtteil war bis zum Ende des Zweiten Weltkriegs nur spärlich bebaut: Neben dem alten Dorfkern und Häusern entlang der Wolthuser Straße gab es lediglich eine bauliche Entwicklung entlang des Treckfahrtstiefs, bis zum Filkuhlweg sowie an der Zeppelinstraße. Nach dem Krieg wurde das Gebiet zwischen dem Emder Wall und dem alten Dorfkern dann sukzessive bebaut.
Gemäß der vom Emder Stadtrat festgelegten Richtlinie, weitere wohnungsbauliche Entwicklungen möglichst innerhalb des Autobahnhalbringes um die Seehafenstadt zu realisieren, um damit in den Außenbereichen Flächen zu schonen, rückte Wolthusen in den 1990er Jahren wieder in den Blickpunkt der Bauplanung. Der Stadtteil erfuhr seither im Norden eine deutliche Erweiterung, wobei sehr vereinzelt auch mehrgeschossige Bauten realisiert wurden. Wolthusen hat städtebaulich mittlerweile den früher isoliert gelegenen Stadtteil Tholenswehr erreicht.
Der Wolthuser Bunker wird seit geraumer Zeit als Tonstudio und Übungsraum für Musikgruppen genutzt.

## Politik
Ostfriesland in seiner Gesamtheit – und darin Emden im Besonderen – sind seit Jahrzehnten eine Hochburg der SPD.
Bei der Bundestagswahl 2013 wählten die Einwohner der drei Stimmbezirke Wolthusens zwar im Gleichklang mit dem Emder Ergebnis die SPD zur stärksten Partei, die CDU und die Grünen schnitten jedoch im gesamtstädtischen Vergleich überdurchschnittlich gut ab. Im Bezirk Wolthusen I errangen die SPD 40, die CDU 33,23 und die Grünen 10,98 Prozent der Stimmen. Im Bezirk II erreichten die SPD 41,28, die CDU 29,46 und die Grünen 13,3 Prozent, während im Bezirk III auf die SPD 38,83, auf die CDU 34,02 und auf die Grünen 10,22 Prozent der Stimmen entfielen. Die FDP lag in den drei Bezirken bis zu ungefähr einem Prozentpunkt über dem städtischen Ergebnis, die Linke teils rund einen Prozentpunkt darunter. Zum Vergleich: Im gesamten Stadtgebiet erreichte die SPD 48,59, die CDU 25,98, die FDP 3,13, die Grünen 9,15 und die Linken 6,04 Prozent. Auf sonstige Parteien entfielen stadtweit 7,04 Prozent. Die Wolthuser wählten also insgesamt sowohl etwas konservativer als der Emder Durchschnitt, zugleich jedoch auch etwas „grüner“.

## Religion

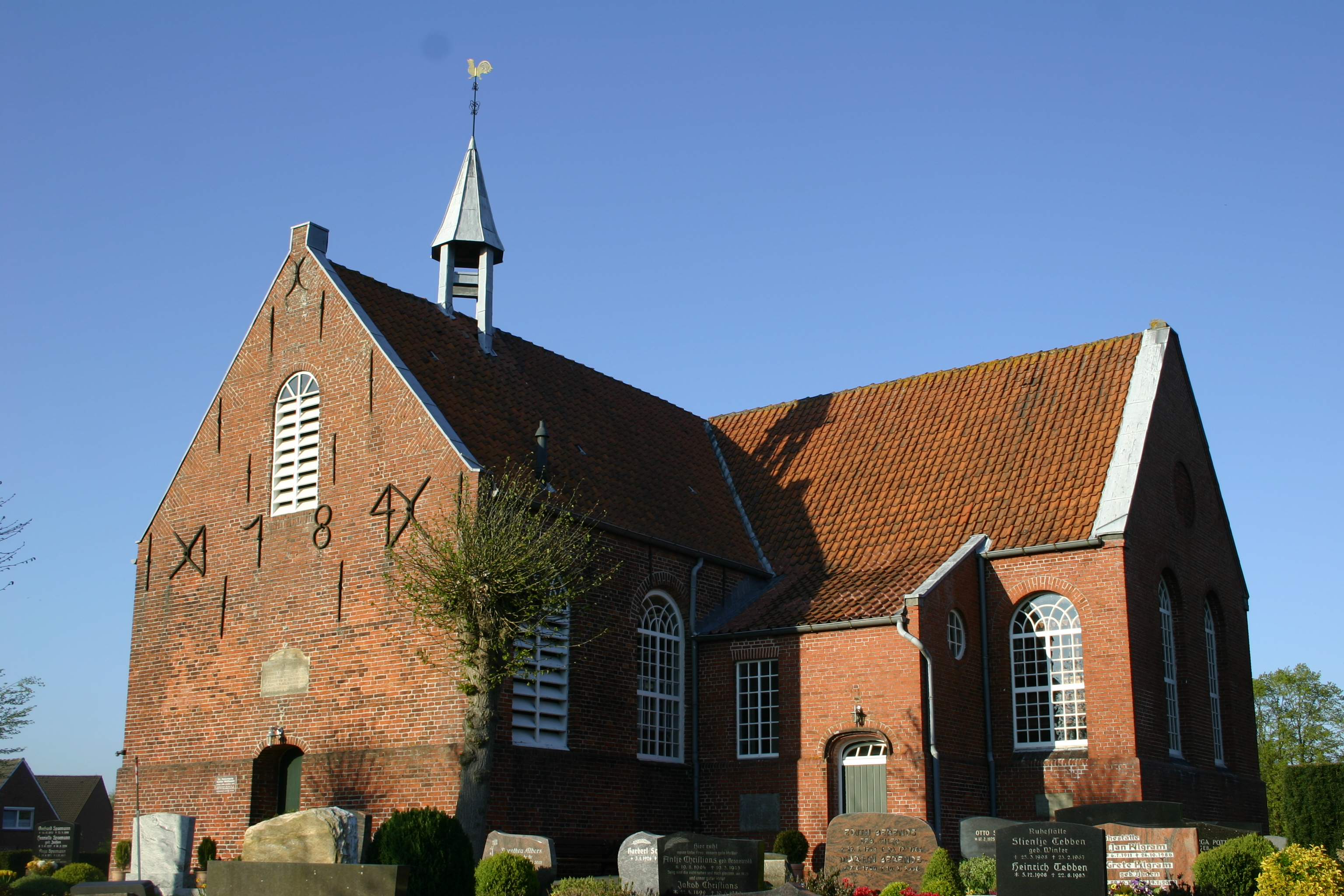
Wolthuser Kirche (ev.-ref.)

Von den 4178 Einwohnern Wolthusens und Tholenswehrs sind 1305 (oder 31,2 Prozent) evangelisch-reformiert und 1261 (oder 30,2 Prozent) evangelisch-lutherisch. Damit liegt die Verteilung zwischen den beiden großen evangelischen Kirchen genau umgekehrt als im Stadtgebiet insgesamt, wo die Lutheraner knapp die Mehrheit vor den Reformierten (15.666 zu 14.767) bilden. Der katholischen Kirche gehören 317 Einwohner an (7,6 Prozent). Die restlichen 1295 Einwohner (31 Prozent) sind entweder konfessionslos oder gehören einer anderen Glaubensrichtung an.
Das einzige Kirchengebäude des Stadtteils ist die evangelisch-reformierte Wolthuser Kirche. Sie wurde im Jahre 1784 als Ersatz für einen Vorgängerbau errichtet, der auf die zweite Hälfte des 15. Jahrhunderts datiert wird. Ob es zuvor bereits, wie in vielen anderen ostfriesischen Orten, einen Vorgängerbau aus Holz gegeben hatte, ist bis dato ungeklärt.

## Wirtschaft und Infrastruktur

### Wirtschaft
Wolthusen ist überwiegend eine Wohnsiedlung und kaum mit Wirtschaftsbetrieben besetzt. Ausnahmen bilden wenige Einzelhändler, die sich im Stadtteil angesiedelt haben. Die meisten Bewohner verdienen ihren Lebensunterhalt daher in Betrieben in anderen Stadtteilen. Die Einzelhandelsbetriebe und einzelne Bürodienstleister wie Bankfilialen, Versicherungsagenturen und andere konzentrieren sich vor allem auf dem innenstadtnahen Abschnitt der Hauptverkehrsstraße, der Wolthuser Straße. Eine Ausnahme bilden vor allem die beiden Supermärkte des Stadtteils, die direkt in Wohngebieten zu finden sind. An der Wolthuser Straße ist zudem der RKsH (Rettungsdienst, Krankentransport und soziale Hilfsdienste) stationiert, neben dem Emder DRK einer der beiden Rettungsdienste der Stadt.
In den Außenbereichen des Stadtteils, nordöstlich der Autobahn und südlich des Ems-Jade-Kanals, befinden sich noch Landwirtschaftsflächen. Die Betriebe sind teils Aussiedlerhöfe, jedoch finden sich auch im Dorfkern noch Bauernhöfe, wenn auch in geringer Zahl. Bei den älteren Höfen handelt es sich um Gulfhäuser. Ackerbau findet nicht statt, es handelt sich bei den Landwirtschaftsflächen Wolthusens ausschließlich um Grünland, das für die Milchviehhaltung genutzt wird.

### Verkehr
Verkehrsmäßig erschlossen wird Wolthusen vor allem durch die Wolthuser Straße, die den Stadtteil in Ost-West-Richtung durchzieht. Sie beginnt an der Auf- und Abfahrt Wolthusen der Bundesautobahn 31 und führt bis zur Westgrenze des Stadtteils, wo sie in Höhe des Emder Walls in den Straßenzug Nordertorstraße/Zwischen beiden Bleichen in Bentinkshof übergeht. In einem größeren Zusammenhang ist sie Teil der Verbindung zwischen der Emder Innenstadt und Riepe sowie weiteren Dörfern in der Nachbargemeinde Ihlow. Im derzeitigen Verkehrsentwicklungsplan, der auf Zählungen von Anfang der 2000er Jahre beruht, wurde die tägliche Belastung mit Kraftfahrzeugen mit zwischen 6000 und knapp 9000 Fahrzeugen angegeben: In Höhe der Anschlussstelle waren es 6196, in der Nähe des Dorfkernes etwa 7896 und im westlichsten Teil 8675. Unter den Hauptverkehrsachsen des Stadtgebietes ist sie die am wenigsten belastete Straße. Bei Sperrungen der A31 zwischen den Anschlussstellen Wolthusen und Emden-Mitte dient sie als Teil der Umleitung, was die Verkehrsbelastung kurzzeitig deutlich erhöhen kann. Die übrigen Straßen in Wolthusen sind weit überwiegend Tempo-30-Zonen oder gar Verkehrsberuhigte Bereiche.
Der Bereich südlich des Ems-Jade-Kanals wird durch eine Klappbrücke über den Kanal an den Rest des Stadtteils angebunden. Da der Kanal fast ausschließlich dem Freizeitverkehr dient und nur sehr wenige Binnenschiffsquerungen im kommerziellen Verkehr vorkommen, wird die Brücke jedoch nicht allzu oft angehoben. Schiffsführer erbitten per Funk oder Handy eine Öffnung, diese geschieht ferngesteuert von der Betriebszentrale. Außerhalb der Betriebszeiten von morgens bis zum Nachmittag sind die Öffnungen kostenpflichtig. Für Fußgänger besteht eine weitere Querungsmöglichkeit über den Kanal an der Kesselschleuse. Zudem überspannt die A31 den Kanal, die maximale Durchfahrtshöhe für Schiffe beträgt 4,55 Meter.
Der Borßumer Kanal trennt den größeren, nördlich des Ems-Jade-Kanals gelegenen Teil Wolthusens zudem in eine östliche und westliche Hälfte. Die Wolthuser Straße überspannt den Kanal, zudem gibt es weiter nördlich eine ausschließlich Fußgängern und Radfahrer vorbehaltene Brücke. Sie verkürzt die Wege per Rad von den umfangreichen Neubaugebieten im Osten Wolthusens in die Innenstadt.
Im Busverkehr wird Wolthusen von der Linie 504 des Emder Stadtverkehrs (Uphusen-Wolthusen-Innenstadt-Twixlum/Wybelsum und zurück) erschlossen.

## Wohnen
Zum größten Teil sind in Wolthusen Einfamilienhäuser zu finden, daneben jedoch auch viele Reihenhäuser. Mehrgeschossiger Wohnungsbau fand nur an einzelnen Straßenzügen statt, darunter an der Ligariusstraße aus der Zeit vor dem Zweiten Weltkrieg. An der Wolthuser Straße befindet sich zudem eine Anzahl mehrgeschossiger Villen aus der Zeit um 1900. An der Nordermeedenstraße entstanden 1950 mehrere dreigeschossige Wohnblocks, die damals halfen, die nach dem Krieg erhebliche Wohnungsnot im stark zerstörten Emden abzumildern. Ab den 1960er Jahren kam eine umfangreiche Reihenhaussiedlung hinzu, die lokal auch Ton-Steine-Erden-Viertel genannt wird. Es ist nach Straßennamen wie Ton- und Lehmstraße benannt, was wiederum auf die Nähe zur früher dort befindlichen Ziegelei zurückzuführen ist. Im Ortskern stehen noch wenige ältere Gulfhöfe.
Viele Grundstücke in Wolthusen befinden sich an einem der Kanäle im Stadtteil. In den 1990er Jahren wurde sogar eigens ein Stichkanal vom Borßumer Kanal gegraben, um in einem Neubaugebiet die Zahl der am Wasser gelegenen Grundstücke zu erhöhen.

## Sport und Freizeit

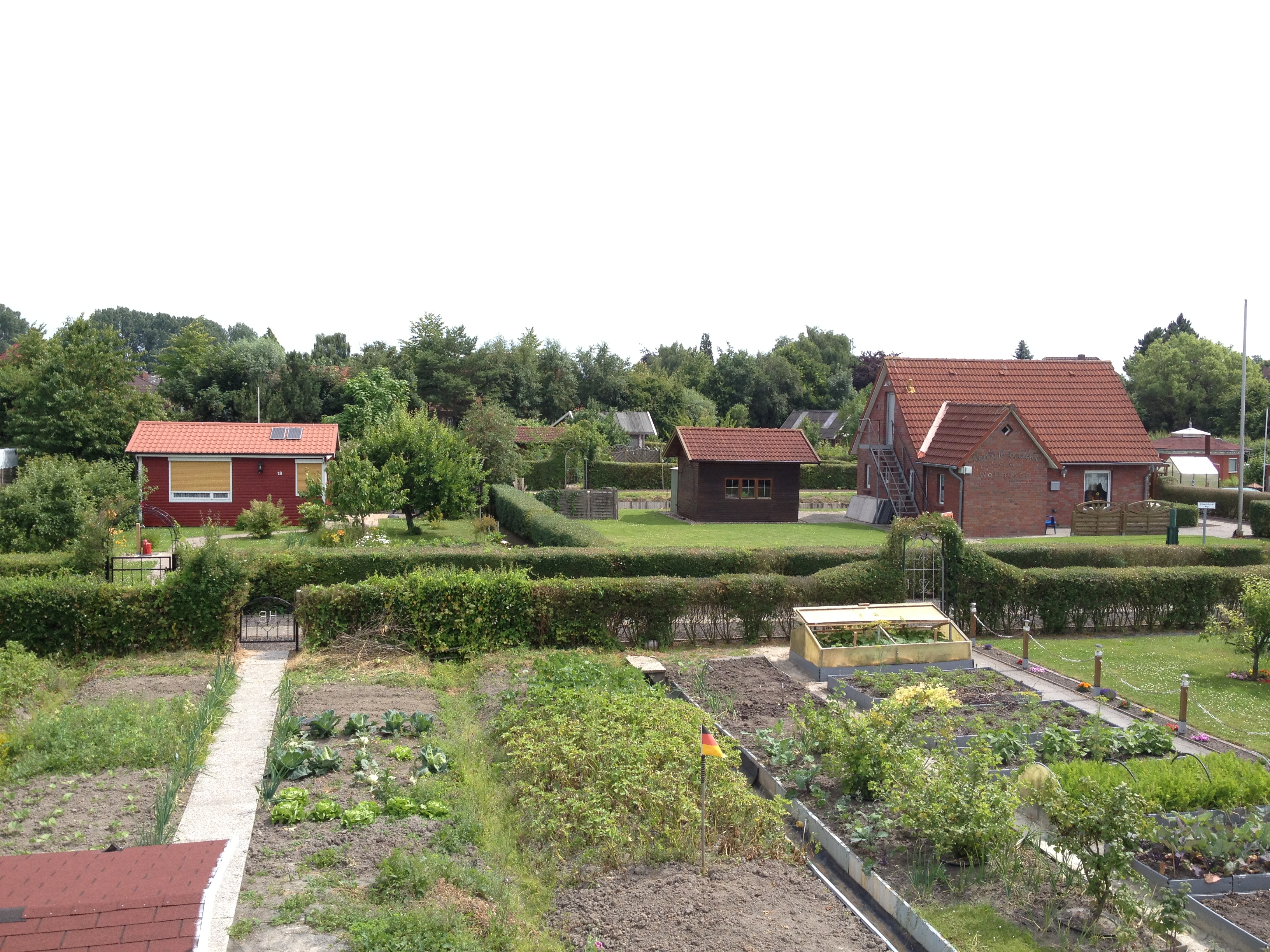
Teilansicht des Kleingartenbauvereins Wolthusen (Anlage Howerdastraße)

Sportverein des Stadtteils ist der SV Amisia Stern Wolthusen. Er entstand 2011 aus der Fusion des SV Amisia Wolthusen von 1929 mit dem VfB Stern Emden von 1921 aus dem Nachbarstadtteil Herrentor. Der VfB Stern sah sich aufgrund einer schwindenden Mitgliederzahl zu einer Vereinsfusion gezwungen, sich mit einem anderen Sportclub zu vereinigen. Nachdem Gespräche mit dem unmittelbaren Nachbarn und Rivalen SuS gescheitert waren, fusionierte Stern stattdessen mit dem SV Amisia Wolthusen. Die Erste Fußball-Herrenmannschaft spielt ab der Saison 2013/2014 in der zu dieser Saison neugegründeten, ostfrieslandweiten 1. Kreisklasse (Ostfriesland-Klasse A), die aus zwei Staffeln besteht und die zweitniedrigste (oder neunthöchste) Spielklasse im Ligensystem in Niedersachsen darstellt. Der ehemals eigenständige SV Amisia verfügte über zwei Sportplätze in Wolthusen: einem früheren Sportplatz an der Lehmstraße, der inzwischen mit Einfamilienhäusern überbaut ist, und einem weiteren an der Folkmar-Allena-Straße, der bis dato genutzt wird. Durch die Fusion mit dem VfB Stern kam dessen Sportanlage im Nachbarstadtteil Herrentor an der Kesselschleuse hinzu. Als weitere Sportarten werden unter anderem Boßeln, Tanzen und Turnen angeboten. Der Verein hatte am Stichtag 1. Juli 2012 insgesamt 630 Mitglieder.
Daneben gibt es an der Howerdastraße noch ein Gelände des Kleingartenbauvereins Wolthusen mit 27 Parzellen.